# Ligament
Un ligament est une bande de tissu conjonctif fibreux très solide qui relie deux organes entre eux.
Lorsque ces organes sont des os constituant une articulation c'est un ligament articulaire.
La différence entre un ligament et un tendon est que ce dernier relie un os à un muscle qui participe à son mouvement. 
La syndesmologie est la science qui étudie les ligaments.

## Constitution
Un ligament est composé principalement de tissu conjonctif à longues molécules de collagène. 

## Ligaments articulaires
Les ligaments articulaires des jointures synoviales peuvent être dans la cavité articulaire : les ligaments intracapsulaires ou en dehors de la cavité : les ligaments extracapsulaires.
Ils peuvent également être un simple épaississement de la capsule articulaire : les ligaments capsulaires.

## Anatomie fonctionnelle
Les ligaments limitent la mobilité des articulations ou empêchent certains gestes et ainsi protègent l'articulation lors de mouvements forcés (hyperflexion ou hypertension).

## Exemples
Le ligament artériel fixe l'aorte descendante et l'artère pulmonaire gauche ensemble ; c'est le reliquat du canal artériel qui se forme à la naissance. Au contraire du méso qui relie un organe creux à la paroi abdominale, le ligament relie un organe plein à cette même paroi ou encore deux organes entre eux, tel que le ligament gastro-splénique qui relie l'estomac et la rate. Ces ligaments peuvent contenir des vaisseaux.
De même, le ligament desmodontal retient les dents dans les os maxillaires et permet des micromouvements. Les fibres nerveuses qu'il contient sont importantes pour la proprioception de la mastication.

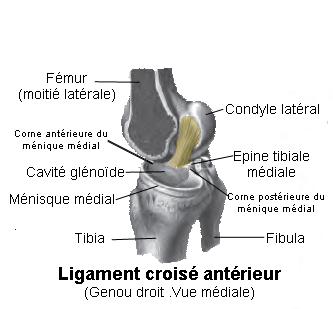
Schéma anatomique du ligament croisé antérieur.

Autre exemple : au niveau du genou, il existe 4 ligaments principaux, 2 ligaments latéraux (interne et externe) situés de chaque côté du genou, et 2 ligaments centraux appelés « croisés », car ils se croisent en plein milieu du genou. Il existe un ligament croisé antérieur et un ligament croisé postérieur. De même, c'est un système ligamentaire qui maintient consolidés les trois os de l'articulation du coude (humérus, ulna (ex-cubitus) et radius). L'ensemble forme une capsule articulaire très résistante.

## Anatomie clinique
En pathologie, les lésions des ligaments sont des :
- entorses (élongations) ligamentaires ;
- déchirures (ruptures) ligamentaires comme la fréquente et grave rupture du ligament croisé du genou.

On note également des affections touchant à la nature et à la texture des ligaments :
- hyperlaxité ligamentaire

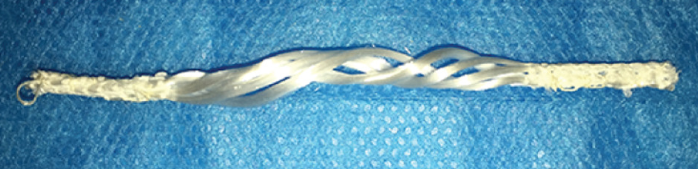
Un ligament artificiel.

Dans certains cas, les ruptures ligamentaires peuvent donner lieu au remplacement par un dispositif médical implantable : un ligament artificiel.